# 格森罗特
格森罗特是德国莱茵兰-普法尔茨州的一个市镇。总面积4.49平方公里，总人口260人，其中男性120人，女性140人（2011年12月31日），人口密度58人/平方公里。